# Neritina pulligera
Neritina pulligera, auch Stahlhelm-Schnecke, Braune Rennschnecke oder Schwarze Kugelrennschnecke genannt, ist eine im Süß- und Brackwasser lebende Schnecke aus der Familie der Kahnschnecken (Neritidae), die zur Ordnung der Neritomorpha zählt. Sie ist an den Küsten des Indopazifiks verbreitet.

## Merkmale
Das elliptisch geformte, nur mäßig gewölbte Gehäuse von Neritina pulligera erreicht bei ausgewachsenen Schnecken einen Durchmesser von 21 bis 40 mm. Das Gewinde ist sehr klein, eingesenkt und vom wallartig erhöhten Rand der Naht des Körperumgangs umgeben. Die quer ovale Gehäusemündung wird bis zu 31 mm hoch und ist nicht mit einer Leiste versehen. Der äußere Rand ist gleichmäßig bogenförmig, der obere Rand entlang der Columellarfläche, von der er durch eine Rinne getrennt ist, verläuft leicht S-förmig und geht am Ende in ein auf- und rückwärts gebogenes Öhrchen über, das die wallartige Umgürtung des Gewindes abschließt. Der Columellarrand hat in der Mitte eine leichte Einbuchtung, die mit etwa 15 feinen stumpfen Zähnchen versehen ist. Die Columellarfläche ist etwas rau, nach vorn eben und nach hinten angeschwollen, unten durch eine scharfe Kante von der Außenseite der Schale abgegrenzt, in den oberen zwei Fünfteln nur durch Farbe und Glanz.
Die Oberfläche des Gehäuses hat nur eine undeutliche Zeichnung, meist feine schwarze Striche parallel zum Mündungssaum oder hellere Tropfen mit nach vorn gerichteter schwarzer Spitze, die von der dunkel grünbraunen oder schwärzlichen Schalenhaut verdeckt wird. Das Innere der Gehäusemündung und der äußere Rand sind grauweiß mit einem orangefarbenen Band hinter äußeren Rand bis zum Öhrchen und unteren Ende des Columellarrandes, deren Oberfläche schwärzlich ist.
Das Operculum ist außen und innen glänzend gelbgrün, zum konvexen Rand hin rötlich und außen mit ungleich breiten braunschwarzen Strahlen und deutlichen feinen Radiallinien. Der Rand ist schwarz und hat einen hellroten Saum. Der Innenrand hat einen schwachen Vorsprung. Die Innenseite ist fleischrötlich mit einem breiten grauen Strahl und zum Saum hin hellgelblich. Der stumpfe Zapfen steigt schief auf und hat eine breitere Basis. Die Rippe ist schnurförmig, hat sehr schwache Quer- und Längslinien und endigt stumpf. 
Die Schirmplatten der Radula haben eine feine Zähnelung mit etwa 30 Zähnchen, der erste Randzahn mit 15. Der verdickte Teil der Mittelplatte endet hinten in einer konkaven Grenzlinie.

## Geographische Verbreitung und Lebensraum
Neritina pulligera ist in den Flüssen der Küsten des Indopazifiks verbreitet: in Südafrika, Kenia, Madagaskar, auf den Seychellen, Andamanen, Nikobaren, in Indonesien, Neuguinea, Palau, Guam, auf den Karolinen, Salomonen, Taiwan und Okinawa.
Die Schnecken leben auf Steinen und Laub in schnell fließenden Flüssen nahe der Küste.

## Lebensweise
Neritina pulligera ist wie alle Kahnschnecken getrenntgeschlechtlich. Das Männchen begattet das Weibchen mit seinem Penis. Das Weibchen befestigt an Steinen und Wurzeln Eikapseln, aus denen freischwimmende Veliger-Larven schlüpfen. Diese werden ins Meerwasser verdriftet, wo sie sich als Zooplankton von Plankton ernähren. In Süßwasser können die Larven nur kurze Zeit überleben. Kurz vor der Metamorphose suchen die Veliger-Larven wieder Brackwasserbereiche auf. Nach der Metamorphose wandern die fertigen Schnecken die Flüsse hinauf. Die Entwicklung der Schnecke ist somit an den Küstenbereich gebunden.
Die Schnecke ernährt sich von Detritus und vom Algenbewuchs auf Wasserpflanzen und Felsen. Sie frisst auch Pinselalgen.

## Verwendung
Neritina pulligera ist in der Aquaristik beliebt und wird ähnlich wie eine Reihe anderer Kahnschnecken dazu verwendet, die Aquarien und die Wasserpflanzen von Algenbewuchs freizuhalten. Im Aquarium erreichen die Gehäuse einen Durchmesser von 2,5 bis 3 cm. Die günstigste Temperatur des Aquariums beträgt 18 bis 30 °C. Wie bei anderen Kahnschnecken und überhaupt den meisten Schnecken mit freischwimmenden Veliger-Larven ist die Nachzucht bisher nicht gelungen, da die richtige Ernährung der im Salzwasser lebenden Larven scheitert. Sämtliche Kahnschnecken in Aquarien sind also Wildfänge.